# アヴリル・ラヴィーン (アルバム)
『アヴリル・ラヴィーン』（Avril Lavigne）は、アヴリル・ラヴィーンの5枚目のオリジナルアルバム。2013年11月6日にエピック・レコードから発売された。

## 背景
前作『グッバイ・ララバイ』から約2年8ヶ月ぶりのリリースであり、セルフ・タイトル作品。2013年10月30日にiTunes Japanで全曲試聴が配信された。
本作の発売を記念して2013年11月6日にニューヨークで発売記念パーティが開催された。内容はミニライブを行った。

## 録音、制作
本作の制作は1年間行われ、レコーディングはヘンソン・スタジオで行われた。

## 音楽性、作曲、構成
本作は、ポップロック、アノバラード、ロックなど多様性に富んだ楽曲が収録されている作品である。
日本国内盤は、ボーナストラックとして「ロックンロール」のアコースティックバージョン、「バッド・レピュテーション」、「ハウ・ユー・リマインド・ミー」が収録されている。
2曲目の「ネヴァー・グローイング・アップ」はロック曲。7曲目の「バッド・ガール」はマリリン・マンソンが参加している。8曲目の「ハローキティ」は日本語が詞に入っている。
5曲目の「レット・ミー・ゴー」はチャド・クルーガーとのデュエット曲。PVが製作されており、2013年10月15日にYouTubeの自身のオフィシャルチャンネルから配信された。

## 収録曲
| #         | タイトル                                         | 作詞  | 作曲・編曲 | 時間 |
| --------- | ------------------------------------------------ | ----- | ---------- | ---- |
| 1.        | 「ロックンロール」                               |       |            | 3:26 |
| 2.        | 「ネヴァー・グローイング・アップ」               |       |            | 3:34 |
| 3.        | 「セヴンティーン」                               |       |            | 3:24 |
| 4.        | 「ビッチン・サマー」                             |       |            | 3:31 |
| 5.        | 「レット・ミー・ゴー」(feat. チャド・クルーガー) |       |            | 4:27 |
| 6.        | 「ギヴ・ユー・ホワット・ユー・ライク」           |       |            | 3:45 |
| 7.        | 「バッド・ガール」(feat. マリリン・マンソン)     |       |            | 2:56 |
| 8.        | 「ハローキティ」                                 |       |            | 3:17 |
| 9.        | 「ユー・エイント・シーン・ナッシン・イェット」   |       |            | 3:14 |
| 10.       | 「シッピン・オン・サンシャイン」                 |       |            | 3:30 |
| 11.       | 「ハロー・ハートエイク」                         |       |            | 3:49 |
| 12.       | 「フォーリング・ファスト」                       |       |            | 3:13 |
| 13.       | 「ハッシュ・ハッシュ」                           |       |            | 4:01 |
| 合計時間: | 合計時間:                                        | 46:04 |            |      |

| #         | タイトル                                                                       | 作詞  | 作曲・編曲 | 時間 |
| --------- | ------------------------------------------------------------------------------ | ----- | ---------- | ---- |
| 14.       | 「ロックンロール」(アコースティック)                                           |       |            | 3:24 |
| 15.       | 「バッド・レピュテーション」(アニメーション映画『ONE PIECE FILM Z』主題歌)     |       |            | 2:43 |
| 16.       | 「ハウ・ユー・リマインド・ミー」(アニメーション映画『ONE PIECE FILM Z』主題歌) |       |            | 4:05 |
| 合計時間: | 合計時間:                                                                      | 56:29 |            |      |

## シングルカット

### ネヴァー・グローイング・アップ
2013年4月24日発売。CD盤のリリースが日本でも予定されていたが、制作上の都合により中止となったため、日本においては結果的に配信限定シングルとなった。
収録曲
| #  | タイトル                           | 作詞 | 作曲 | 編曲 | 時間 |
| -- | ---------------------------------- | ---- | ---- | ---- | ---- |
| 1. | 「ネヴァー・グローイング・アップ」 |      |      |      | 3:34 |

### ロックンロール
2013年9月25日発売。「ロックンロール」はハイテンションなポップ・ロックであり、「生涯ずっとロックンロール」というメッセージが込められている。
「ロックン・ロール」のPVはアメコミ風の映像であり、スリップノットのシド・ウィルソンが出演している。2013年7月18日に試聴動画がYouTubeの自身のオフィシャルチャンネルから配信された。
批評
CDジャーナルは、「ハイ・トーンで伸びやかなヴォーカルのキャッチーでポップな曲。」と評した。
収録曲
| #  | タイトル                                                | 作詞 | 作曲 | 編曲 |
| -- | ------------------------------------------------------- | ---- | ---- | ---- |
| 1. | 「ロックンロール」                                      |      |      |      |
| 2. | 「ロックンロール (インストゥルメンタル・ヴァージョン)」 |      |      |      |

## チャート
| チャート（2013年）                                             | 最高位 |
| -------------------------------------------------------------- | ------ |
| オリコン                                                       | 2      |
| Billboard JAPAN Top Albums                                     | 2      |
| Billboard JAPAN Digital and Airplay Overseas（ロックンロール） | 1      |
| サウンドスキャンジャパン                                       | 1      |